# أندرو بيرنستاين
أندرو بيرنستاين (بالإنجليزية: Andrew Bernstein)‏ هو فيلسوف أمريكي، ولد في 29 يونيو 1949.